# Alphubel
El Alphubel (4.206 m) es una montaña suiza en los Alpes Peninos. Se encuentra en el macizo del Mischabel. La montaña se encuentra entre el Täschhorn y el Allalinhorn. La vertiente occidental hacia el Mattertal se presenta rocoso; la vertiente oriental hacia Saas-Fee se presenta nevado y de esta vertiente desciende el glaciar de Fee.
La primera ascensión a la cima está realizada el 9 de agosto de 1860 por Leslie Stephen y T. W. Hinchliff acompañados por los guías Melchior Anderegg y Peter Perren. La vía normal de ascenso a la cima por la vertiente oriental pasa por el Hotel Längflue (2.867 m) accesible desde la localidad de Saas-Fee (1.803 m). Desde el refugio se trata de ascender por el glaciar de Fee. Alternativamente, se puede partir desde el Mittelallalin y ascender al Fee-joch (3.810 m - collado que separa el Allalinhorn del Alphubel). Desde el Fee-joch se recorre la cresta norte pasando primero por la modesta altura del Feechopf.
Según la clasificación SOIUSA, el Alphubel pertenece:
- Gran parte: Alpes occidentales
- Gran sector: Alpes del noroeste
- Sección: Alpes Peninos
- Subsección: Alpes del Mischabel y del Weissmies
- Supergrupo: Macizo del Mischabel
- Grupo: Macizo del Strahlhorn
- Subgrupo: Grupo Strahlhorn - Allalinhorn
- Código: I/B-9.V-A.1.a

## Enlaces externos

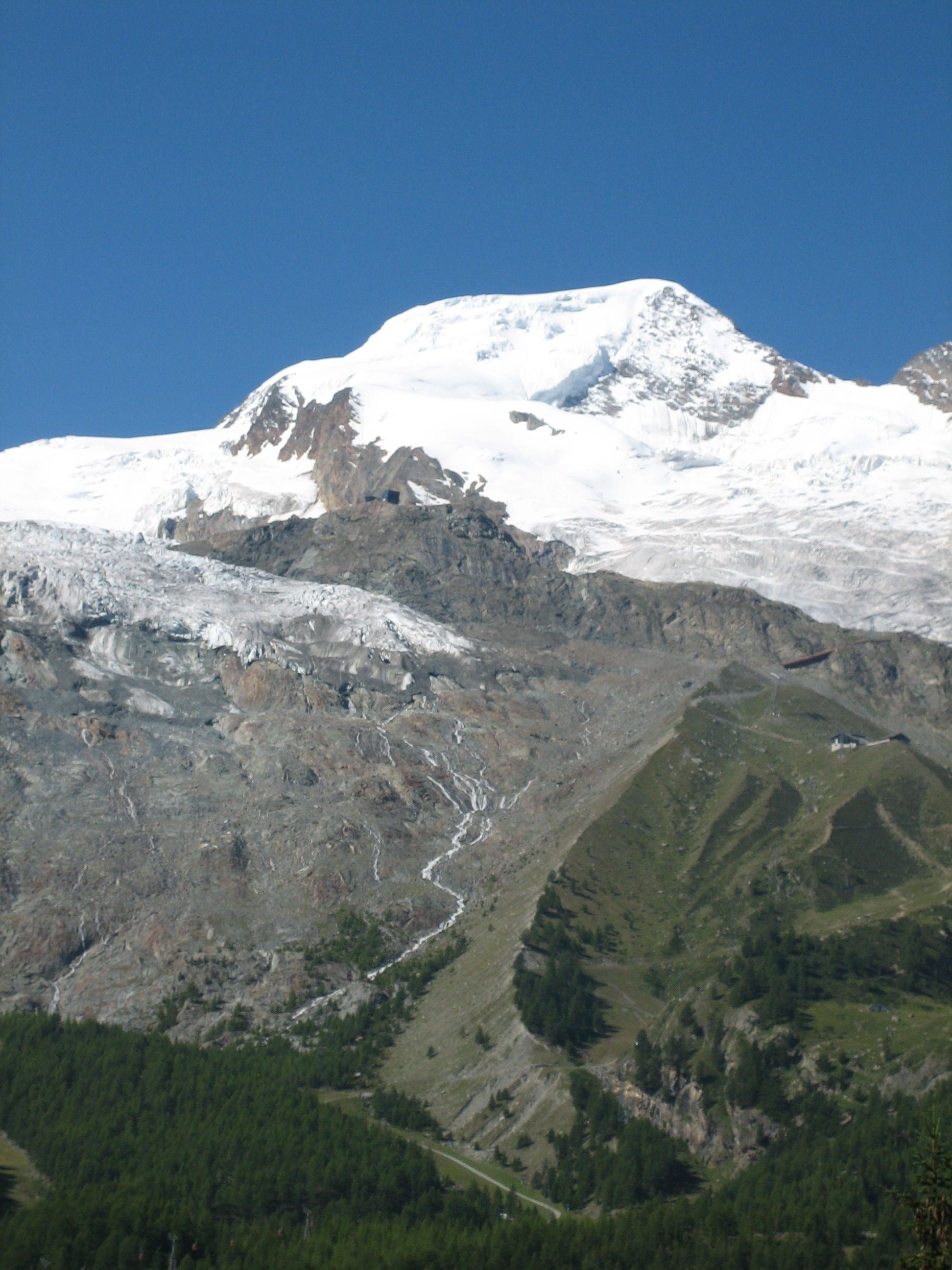
El Alphubel visto desde Saas-Fee.